# Cristianesimo in Armenia
Il cristianesimo in Armenia è la religione più diffusa nel Paese. Secondo i dati del censimento del 2011, i cristiani rappresentano il 94,8% della popolazione. La maggioranza dei cristiani armeni (il 92,8%) appartiene alla Chiesa apostolica armena (una delle chiese ortodosse orientali); seguono i protestanti (poco più dell'1% della popolazione), i cattolici (lo 0,5% della popolazione) e i cristiani di altri gruppi (poco meno dello 0,5% della popolazione). Della restante parte della popolazione, l'1,2% segue altre religioni e il 4% non segue alcuna religione. La costituzione sancisce la separazione tra stato e religione e prevede la libertà religiosa. La costituzione non prevede una religione di stato, ma riconosce il ruolo della Chiesa apostolica armena nello sviluppo della cultura nazionale e nella conservazione dell'identità nazionale del popolo armeno.

## Confessioni cristiane presenti

### Cristianesimo armeno
Gli armeni appartengono in maggioranza alla Chiesa apostolica armena, che rappresenta circa il 92,5% della popolazione. Si tratta di una delle più antiche comunità cristiane esistenti, e, pur essendo autocefala, è in comunione con le altre chiese ortodosse orientali. La sede centrale della Chiesa apostolica armena è la città di Echmiadzin, a ovest di Erevan, ed è guidata dal Supremo Patriarca e Catholicos di tutti gli Armeni.

### Cattolicesimo
La Chiesa cattolica è presente in Armenia con la Chiesa latina e una Chiesa di rito orientale, la Chiesa armeno-cattolica.  La Chiesa latina è organizzata con una circoscrizione ecclesiastica, l'Amministrazione apostolica del Caucaso dei Latini, la cui giurisdizione comprende il territorio dell'Armenia e anche della Georgia. La Chiesa armeno-cattolica è organizzata anch'essa con una circoscrizione, l'Ordinariato armeno dell'Europa orientale, la cui giurisdizione comprende i fedeli cattolici di rito armeno che abitano in Armenia e negli altri Paesi dell'Europa orientale.

### Protestantesimo
Le principali organizzazioni protestanti in Armenia sono: 
- Chiesa evangelica armena: secondo il censimento del 2011 rappresenta circa l'1% della popolazione ed è la maggiore denominazione protestante del Paese;
- Battisti: sono rappresentati dall'Unione delle Chiese evangeliche cristiane battiste dell'Armenia (che fa parte dell'Alleanza mondiale battista) e dalla Chiesa evangelica battista armena;
- Pentecostali: sono presenti con diverse Chiese, fra cui la Chiesa del Pieno Evangelo dell'Armenia e le Assemblee di Dio in Armenia;[3]
- Chiesa cristiana avventista del settimo giorno: è presente con la Missione armena, che comprende 17 congregazioni locali.

### Cristianesimo ortodosso
Circa lo 0,3% della popolazione, appartenente soprattutto a minoranze etniche, è legato alla chiesa ortodossa; in particolare sono presenti comunità appartenenti alla Chiesa ortodossa georgiana, la Chiesa ortodossa russa (con l'eparchia di Erevan e Armenia), la Chiesa ortodossa ucraina e la Chiesa greco-ortodossa.

### Altre denominazioni cristiane
Fra i cristiani di altre denominazioni, sono presenti i Testimoni di Geova, i Molokan, la Chiesa assira d'Oriente e una piccola comunità della Chiesa di Gesù Cristo dei Santi degli Ultimi Giorni (i Mormoni).